# Transdanubio Centrale
Il Transdanubio Centrale (in ungherese: Közép-Dunántúl) è una regione dell'Ungheria.
La regione è costituita dalle province di:
- Komárom-Esztergom,
- Fejér;
- Veszprém.

Questo raggruppamento è usato per fini statistici dall'Unione Europea (Eurostat) come raggruppamento di livello 2 (NUTS 2).